# هنري فارمان

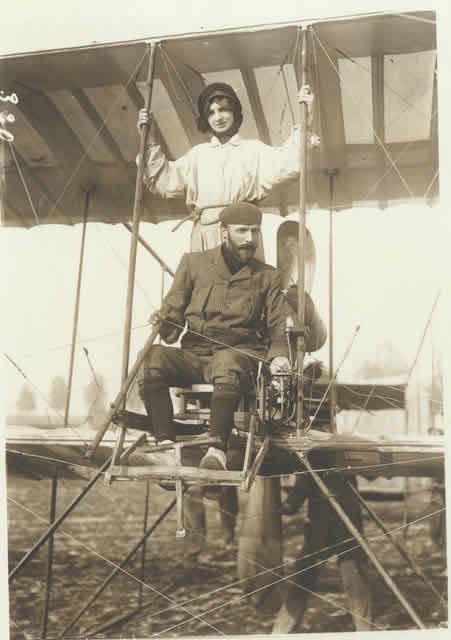
هنري فارمان، في فرنسا، في 21 سبتمبر, 1913

هنري فارمان  (بالفرنسية: Henri Farman)‏ (مواليد 26 مايو 1874 - الوفاة 17 يوليو 1958)  الأنجلو فرنسي، كان رائد طيران وطيار ومصمم ومُصنِع طائرات، مع شقيقه موريس فرمان. ولد لأب إنجليزي وأم فرنسية، عاشت عائلتة في فرنسا وحصلت على الجنسية الفرنسية، في عام 1937. أسس الشركة الفرنسية ورشة طائرات فارمان لصناعة الطائرات و السيارات.

## روابط خارجية
- هنري فارمان على موقع أرشيف الدراجات (الإنجليزية)